# Palmer (film)
Pour les articles homonymes, voir Palmer.
Pour plus de détails, voir Fiche technique et Distribution.
Palmer est un drame américain réalisé par Fisher Stevens, sorti en 2021.

## Synopsis
Après 12 années passées en prison, Eddie Palmer, ancienne star de football américain, revient chez lui pour prendre un nouveau départ. Il se lie alors d'amitié avec un jeune garçon délaissé par sa mère droguée. Mais le passé trouble de Eddie menace d'anéantir ce nouveau départ.

## Fiche technique
- Titre original : Palmer
- Réalisation : Fisher Stevens
- Scénario : Cheryl Guerriero
- Directeur artistique : Andrew Hartsock
- Décors : Happy Massee
- Costumes : Megan Coates
- Photographie : Tobias A. Schliessler
- Montage : Geoffrey Richman
- Musique : Tamar-kali
- Producteurs : Charlie Corwin, Sidney Kimmel, Daniel Nadler, John Penotti et Charles B. Wessler
- Producteurs délégués : Jared Goldman et Cheryl Guerriero
- Sociétés de production : Apple Original Films, SKE Films, D.N. No GMO! Popcorn Co., Hercules Film Fund et Rhea Films
- Société de distribution : Apple Original Films
- Budget : 6 700 000 $
- Pays d'origine :  États-Unis
- Langue originale : anglais
- Genre : drame
- Date de sortie : 
  -  : 29 janvier 2021 (sur Apple TV+)

## Distribution
- Justin Timberlake (VF : Alexis Tomassian) : Eddie Palmer
- Ryder Allen (VF : Timothée Bardeau) : Sam
- Alisha Wainwright (VF : Marie Giraudon) : Maggie Hayes
- Juno Temple (VF : Marie Tirmont) : Shelly Burgette
- June Squibb (VF : Colette Venhard) : Vivian Palmer
- Lance E. Nichols (VF : Thierry Desroses) : Sibs
- Molly Sue Harrison : Emily
- J.D. Evermore : Principal Forbes
- Dean Winters (VF : Valentin Merlet) : Jerry
- Wynn Everett : Lucille
- Jesse C. Boyd (VF : Anatole de Bodinat) : Tommy Coles
- Dane Rhodes (VF : Philippe Catoire) : Coles Senior
- Stephen Louis Grush (VF : Benjamin Penamaria) : Daryl Reed
- Nicholas X. Parsons : Ned
- Stacie Davis : Holly Masse
- Cristine McMurdo-Wallis (VF : Frédérique Cantrel) : Dot Landry
- Zonia Pelensky : Melissa
- Jake Brennan : Jake

## Production
Le 15 juillet 2020, Apple TV+ annonce participer au projet,, et le 17 décembre suivant, le service de vidéo à la demande publie une première bande annonce, donnant au passage la date de sortie du film.